# Костюхин, Сергей Владимирович
Сергей Владимирович Костюхин (12 апреля 1956, Москва — 20 января 2012, Санкт-Петербург) — российский гитарист, композитор и автор песен. 
Известен как гитарист и соавтор Марка Фрейдкина, кроме того, аккомпанировал Тимуру Шаову. Костюхину посвящены песни Шаова «Мизантроп Костюхин» и Фрейдкина «Песня про Костю».

## Биография
Родился в 1956 году в Москве. Учился в английской спецшколе № 9. По образованию филолог, также окончил музыкальное училище по классу гитары. Первые шаги в совместном литературном и музыкальном творчестве Костюхин и Фрейдкин сделали в 1974 году, когда собрали группу «Лыковые струны», репертуар которой составляли американские баллады и псевдорусский фолькор.
В 1977 году Сергей Костюхин, работавший тогда школьным учителем, собрал при участии своих тогда ещё несовершеннолетних учеников — Александра Шершнева, Александра Платонова и Алексея Клочкова — рок-группу, названную «Переходный возраст». Немного позже к группе примкнул и Марк Фрейдкин.
Все эти годы набирало силу совместное литературное и музыкальное творчество Марка Фрейдкина и Сергея Костюхина. В 1985—1987 годах появляются сначала «День рождения», «Давно когда-то», «Ракин-рок» — ещё на чужие мелодии, а затем — уже на свои собственные — «Радость бытия», «Бабушка Ревекка», «Песня про Филю», «Печальный Шура», «Песня про Диму», а также переводы песен Жоржа Брассенса.
В 1991 году С. Костюхин и А. Платонов познакомились с пианистом и аккордеонистом Андреем Кудрявцевым, и в 1993 году под его руководством появился на свет инструментальный ансамбль «Гой».
В 1997 года увидел свет двойной альбом «Марка Фрейдкина и группы „Гой“». Марк Фрейдкин и группа «Гой» регулярно концертировали и записали ещё пять альбомов, в том числе были записаны песни, сочиненные Марком Фрейдкиным и Сергеем Костюхиным в 1980-е годы.
В 2001 году Сергей Костюхин начал работать с Тимуром Шаовым, который посвятил ему песню «Мизантроп Костюхин».
Скончался 20 января 2012 года в Санкт-Петербурге. Похоронен 23 января на Головинском кладбище.
В концерте памяти Сергея Костюхина приняли участие Тимур Шаов, Марк Фрейдкин, Михаил Махович, Андрей Козловский, Артур Гладышев, группы «Ёшкин кот», «Короли кухни» и другие.